# Partidul Schimbării
Partidul Schimbării (PPS) este o formațiune politică de centru-dreapta din Republica Moldova, condusă de avocatul Ștefan Gligor. Aceasta a fost formată la începutul anului 2021 de către un grup de inițiativă, în ianuarie 2021, iar ulterior, în primăvară, înregistrată de către organele de justiție.

## Ideologie
Partidul se poziționează pe centru-dreapta, fără a preciza clar că promovează o doctrină anume. În schimb, în manifest se precizează adversitatea față de regimul condus de Vladimir Plahotniuc. De altfel, Ștefan Gligor a făcut parte din grupul de inițiativă al PAS, alături de Maia Sandu, însă din anumite disensiuni s-a certat și a părăsit platforma „În /pas/ cu Maia Sandu” înainte de înregistrarea ca partid, în mai 2015.
Gligor susține că a fost unul dintre autorii alianței dintre PSRM (Igor Dodon, Zinaida Greceanîi) și ACUM (Maia Sandu, Andrei Năstase), precizând că planul acestei alianțe fusese publicat încă din februarie 2019, deși a devenit realitate abia în iunie 2019.
Partidul Schimbării se prezintă ca alternativă pe eșichierul de dreapta la PAS, acuzând partidul că a fost construit fără a avea o echipă capabilă din punct de vedere numeric și profesional să conducă Republica Moldova.

## Conducerea
- Ștefan Gligor – președinte
- Ion Potlog – secretar general
- Sergiu Tofilat – vicepreședinte
- Corina Gaibu – vicepreședinte
- Simion Tatarov – vicepreședinte
- Cristina Craevscaia-Dereneva – vicepreședinte
- Gheorghe Răileanu – vicepreședinte
- Alexei Mereuță – vicepreședinte
- Tudor Șoitu – trezorier

## Rezultate electorale
| Anul alegerilor | Lider         | voturi | % din voturi | mandate obținute | +/- |
| --------------- | ------------- | ------ | ------------ | ---------------- | --- |
| 2021            | Ștefan Gligor | 2452   | 0,17         | 0 / 101          | Nou |